# Halominniza parentorum
Halominniza parentorum är en spindeldjursart som beskrevs av Volker Mahnert 1975. Halominniza parentorum ingår i släktet Halominniza och familjen Olpiidae. Inga underarter finns listade i Catalogue of Life.